# Condado de Nye
O Condado de Nye (em inglês:  Nye County) é um dos 16 condados do estado americano de Nevada. A sede do condado é Tonopah. Foi fundado em 1864.

## Geografia
De acordo com o United States Census Bureau, o condado possui uma área de 47 134 km², dos quais 47 091 km² estão cobertos por terra e 43 km² por água. É o condado de Nevada com a maior extensão territorial.

## Demografia
Segundo o censo nacional de 2010, o condado possui uma população de 43 946 habitantes e uma densidade populacional de 0,9 hab/km². Possui 22 350 residências, que resulta em uma densidade de 0,5 residências/km².